# Denis Lidjan
Denis Lidjan, slovenski nogometaš, * 24. september 1993, Ljubljana.
Lidjan je nekdanji profesionalni nogometaš, ki je igral na položaju branilca. Celotno kariero je igral za slovenske klube Olimpijo, Triglav Kranj, Radomlje in Svobodo. Skupno je v prvi slovenski ligi odigral 34 tekem. Bil je tudi član slovenske reprezentance do 18, 19 in 20 let.